# КК Шорал Роан
КК Шорал Роан (фр. Chorale Roanne) је француски кошаркашки клуб из Роана. Тренутно се такмичи у Про Б лиги Француске.

## Историја
Клуб је основан 1937. године. Првенство Француске по први пут је освојио 1959. Након финала Купа Француске 1964. следи период од неколико деценија током ког клуб није бележио запаженије резултате и у више наврата је шетао између првог и другог ранга кошаркашких такмичења у Француској. Од 2003. године поново је у континуитету учесник Про А лиге, а успео је и да је освоји у сезони 2006/07. - скоро пола века након претходне титуле првака државе. 2007. је уједно и најуспешнија година у историји клуба, јер је тада поред националног првенства освојио и Куп „Недеља асова“.
У Евролиги је учествовао два пута - премијерно у сезони 1959/60. када је стигао до четвртфинала, а наредни пут тек у сезони 2007/08. када је такмичење завршио већ у првој групној фази. Учесник Еврокупа био је у две сезоне, али ни ту није доспео даље од прве групне фазе. У Еврочеленџу највиши домет било је треће место у сезони 2009/10.

## Успеси

### Национални
- Првенство Француске:
  - Првопласирани (2): 1959, 2007.
  - Другопласирани (1): 2008.

- Куп Француске:
  - Финалиста (1): 1964.

- Куп „Недеља асова“:
  - Победник (1): 2007.

- Суперкуп Француске:
  - Финалиста (1): 2007.

### Међународни
- Еврочеленџ:
  - Трећепласирани (1): 2010.

## Учинак у претходним сезонама
| Сез.     | Првенство Француске | Куп Француске      | Куп лидера   | Европско такмичење         |
| -------- | ------------------- | ------------------ | ------------ | -------------------------- |
| 2006/07. | Првак               | -                  | Победник     | -                          |
| 2007/08. | Вицепрвак           | Шеснаестина финала | Четвртфинале | Евролига - Топ 24          |
| 2008/09. | Четвртфинале ПО     | Полуфинале         | Полуфинале   | Еврокуп - Топ 32           |
| 2009/10. | Полуфинале ПО       | Шеснаестина финала | Полуфинале   | Еврочеленџ - Треће место   |
| 2010/11. | Четвртфинале ПО     | Шеснаестина финала | Четвртфинале | Еврокуп - Топ 32           |
| 2011/12. | Четвртфинале ПО     | Четвртфинале       | Четвртфинале | Еврочеленџ - Квалификације |
| 2012/13. | Четвртфинале ПО     | Осмина финала      | Четвртфинале | -                          |
| 2013/14. | 15. место           | Четвртфинале       | -            | -                          |

## Познатији играчи
- Лука Богдановић
- Душан Кецман
- Адријен Моерман
- Кеј Си Риверс
- Али Траоре

## Познатији тренери
- Лука Павићевић